# Hippodrome de la Tourette

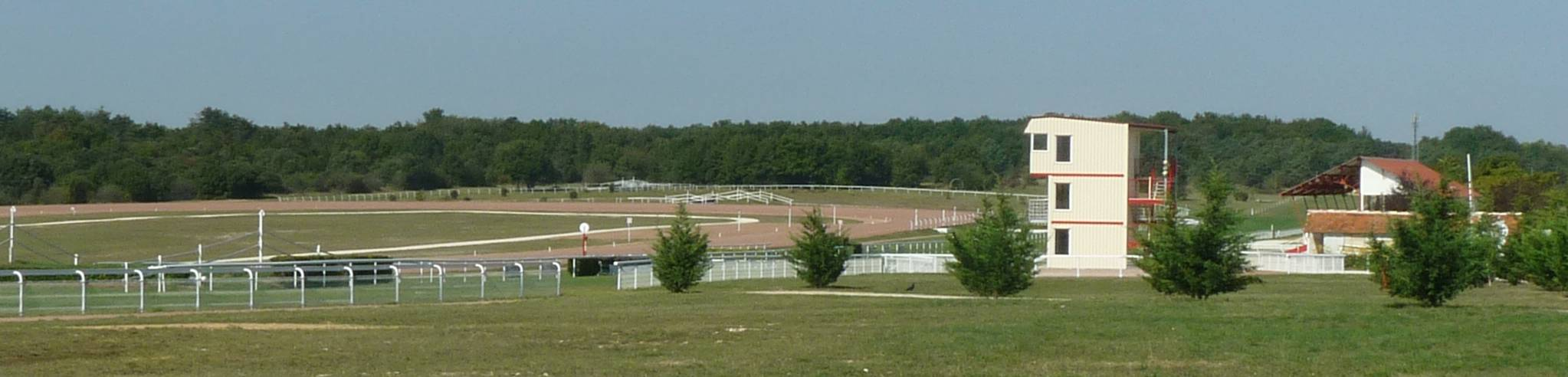
Vue panoramique de l'hippodrome.

L'hippodrome de la Tourette se situe à La Couronne près d'Angoulême en Charente.
C'est un hippodrome ouvert au galop et au trot avec une piste de plat de 1 550 m en herbe, une piste d'obstacles de 3 000 m en herbe et une piste de trot de 1 000 m en sable avec corde à droite. Une dizaine de réunions s'y tiennent chaque année de mars à mai et d'octobre à novembre.